# Ivan Pintarič (bibliotekar)
Ivan Pintarič, slovenski pravnik in bibliotekar, * 14. september 1930, Ljubljana, † 2010.
Pintarič je leta 1954 diplomiral na ljubljanski PF. Po diplomi je bil v letih 1955−1961 zaposlen v NUK kot bibliotekar in od 1967 do 1973 kot tajnik. Leta 1973 je postal bibliotekarski svetovalec in direktor Mestne knjižnice v Ljubljani, po združitvi 1982 v Knjižnico Otona Župančiča pa pomočnik direktorja. Objavil je več strokovnih člankov o javni upravi, o upravnem in strokovnem poslovanju splošnih javnih in specialnih knjižnic ter o izobraževanju v bibliotekarski stroki.